# نيكولا فيراري (لاعب كرة قدم)
نيكولا فيراري (بالإيطالية: Nicola Ferrari)‏ (14 سبتمبر 1989 بفورمجيني في إيطاليا - ) هو لاعب كرة قدم إيطالي في مركز الهجوم. لعب مع نادي ساسولو ونادي سامبدوريا وAlma Juventus Fano 1906 ‏ وManfredonia Calcio ‏ ونادي فياريجو ونادي سودتيرول وASD Città di Foligno 1928 ‏ وSSD Correggese Calcio 1948 ‏ وAC Tuttocuoio 1957 San Miniato ‏ ونادي أبريليا راسينغ كلوب ‏.

## وصلات خارجية
- نيكولا (اسم) فيراري على موقع قاعدة بيانات كرة القدم.إي يو (الإنجليزية)
- نيكولا (اسم) فيراري على موقع عالم كرة القدم.نت (الإنجليزية)
- نيكولا (اسم) فيراري على موقع AS.com (الإسبانية)